# Eudermaptera
Sous-ordre
Les Eudermaptera sont un sous-ordre d'insectes dermaptères, dont plus de 1 000 espèces dans 120 genres sont connues.

## Classification
Ancienne super-famille : Forficuloidea Stephens, 1829.
Familles
- Arixeniidae Jordan, 1909
- Chelisochidae Burr, 1907
- Forficulidae Stephens, 1829
- Labiidae Burr, 1909